# Disney Digital Network
Disney Digital Network é uma empresa do gênero Network Multimídia de propriedade da The Walt Disney Company.
A empresa surgiu após a The Walt Disney Company adquirir por U$ 675 mil dólares a Maker Studios, e absorver a empresa logo em seguida, para assim formar a Disney Digital Network.
Atualmente a empresa tem audiências muito significativas, e está muito presente países como Estados Unidos, Brasil, e na Austrália, esse é um dos maiores motivos para o crescimento da rede em poucos anos.
Juntos, os canais da network acumulam 630 bilhões de visualizações mensais.

## Antecedentes
Em 2014 a The Walt Disney Company passou a sondar a Maker Studios, após várias reuniões, as partes entraram em negociação e a empresa foi adquirida por mais de U$ 675 mil dólares. Após a compra, a empresa passou a pertencer á divisões da Disney, como a Disney Consumer Products. Após 3 anos o nome da empresa passou a ser Disney Digital Network, e também englobou vários canais que eram de sua propriedade, além de romper contratos e diminuir suas 60.000 mil parcerias para apenas 1.000.
A empresa também assinou um contrato com a Twitch para garantir exclusividade de seu casting.

## Incorporação de Sub-redes
A Maker Studios mantinha várias sub-redes, como a Polaris, e a MarkGen, que passaram a ser controladas pela The Walt Disney Company, no qual o YouTuber Pewdiepie era contratado, e por piadas de mal gosto ele decidiu romper o contrato com uma das sub-redes.

A empresa deu novos rumos a todas, mudou totalmente o seu conteúdo, e passou a dedicar uma boa parte de seus canais exclusivamente a produzir conteúdos para redes sociais, sem deixar de fora o site de vídeos YouTube. 